# Comarca de Icod-Daute-Isla Baja
La comarca de Icod-Daute-Isla Baja, o simplemente Comarca de Icod, es una de las 11 comarcas en que se divide la isla de Tenerife (Islas Canarias, España).
Localizada en el noroeste de la isla, comprende los municipios de San Juan de la Rambla, La Guancha, Icod de los Vinos, Garachico, El Tanque, Los Silos y Buenavista del Norte, salvo las partes adscritas a la comarca del Macizo Central en el caso de los cinco primeros y a la de Teno en el caso de los tres últimos.
La comarca tiene una superficie total aproximada de 11.539 hectáreas.